# Jacques Celhay
Pour les articles homonymes, voir Celhay.
Jacques Celhay, né le 9 août 1928 à Biarritz et mort le 4 août 2012 à Orléans, est un scénariste français.

## Filmographie partielle

### Cinéma
- 1949 : Scandale aux Champs-Élysées de Roger Blanc (scénariste)
- 1953 : Leur dernière nuit de Georges Lacombe (adaptation et dialogues)
- 1954 : Tout chante autour de moi de Pierre Gout (dialogue)
- 1958 : Ni vu... Ni connu... d'Yves Robert (scénariste)
- 1960 : Quai du Point-du-Jour de Jean Faurez (adaptation et dialogue)
- 1961 : Le bourreau attendra (Fuga desesperada) de José Antonio de la Loma et Robert Vernay (histoire)
- 1963 : La parole est au témoin de Jean Faurez (scénariste)

### Télévision
- 1963 : L'inspecteur Leclerc enquête (épisode Knock out) de Serge Friedman (adaptation)
- 1968 : Gorri le diable, feuilleton télévisé de Jean Goumain et Pierre Neurrisse (roman et scénario)
- 1971 : Le père Noël est en prison (TV) de Pierre Gautherin (scénariste)